# 東経87度線
東経87度線（とうけい87どせん）は、本初子午線面から東へ87度の角度を成す経線である。北極点から北極海、アジア、インド洋、南極海、南極大陸を通過して南極点までを結ぶ。
東経87度線は、西経93度線と共に大円を形成する。

## 通過する地域一覧
東経87度線は、北極点から南極点まで南に向かって以下の場所を通っている。
| 地理座標                                             | 国土・領土・領海 | 備考                                                                               |
| ---------------------------------------------------- | ---------------- | ---------------------------------------------------------------------------------- |
| 北緯90度0分 東経87度0分 / 北緯90.000度 東経87.000度  | 北極海           |                                                                                    |
| 北緯81度8分 東経87度0分 / 北緯81.133度 東経87.000度  | カラ海           |                                                                                    |
| 北緯75度8分 東経87度0分 / 北緯75.133度 東経87.000度  | ロシア           |                                                                                    |
| 北緯49度18分 東経87度0分 / 北緯49.300度 東経87.000度 | カザフスタン     |                                                                                    |
| 北緯49度6分 東経87度0分 / 北緯49.100度 東経87.000度  | 中華人民共和国   | 新疆ウイグル自治区 チベット自治区 - エベレスト（ネパールとの国境上）のすぐ東を通過 |
| 北緯27度57分 東経87度0分 / 北緯27.950度 東経87.000度 | ネパール         |                                                                                    |
| 北緯26度32分 東経87度0分 / 北緯26.533度 東経87.000度 | インド           | ビハール州 ジャールカンド州 西ベンガル州 オリッサ州                                |
| 北緯21度25分 東経87度0分 / 北緯21.417度 東経87.000度 | インド洋         |                                                                                    |
| 北緯20度45分 東経87度0分 / 北緯20.750度 東経87.000度 | インド           | オリッサ州                                                                         |
| 北緯20度39分 東経87度0分 / 北緯20.650度 東経87.000度 | インド洋         |                                                                                    |
| 南緯60度0分 東経87度0分 / 南緯60.000度 東経87.000度  | 南極海           |                                                                                    |
| 南緯66度6分 東経87度0分 / 南緯66.100度 東経87.000度  | 南極大陸         | オーストラリア南極領土（ オーストラリアが領有権主張）                              |